# 森下政一
森下 政一（もりした まさかず、1895年（明治28年）3月5日 - 1957年3月5日）は、日本の政治家。参議院議員（2期）。
位階は正五位、勲等は勲三等。
大阪市財務部長、大阪市民信用組合長、大阪市教育会長、日本社会党大阪府支部連合会会長、参議院議員総会副会長を務めた。

## 経歴
京都府福知山市生まれ。1916年（大正5年）- 早稲田大学商科卒業。大学卒業後、米国に留学。
1925年（大正14年） 関西大学経済学部で講師、後に教授として財政学や英語経済を教える。
1930年（昭和5年） 第17回衆議院議員総選挙大阪1区落選（国民同志会）。
1936年（昭和11年） 大阪市助役就任。
1947年（昭和22年） 第1回参議院議員通常選挙大阪府選挙区初当選（日本社会党）。1948年（昭和23年）4月  芦田内閣大蔵政務次官。10月-第2次吉田内閣大蔵政務次官。1950年（昭和25年） 参議院大蔵委員会租税行政に関する小委員長。
1951年（昭和26年）3月  参議院議員辞職。4月-大阪市長選挙落選。1953年（昭和28年）- 第3回参議院議員通常選挙当選（右派社会党）。
1957年（昭和32年） 前年秋に列国議会同盟会議から帰国して以来、体調がすぐれなかったが、参議院議員在任中に、大阪市立大学医学部附属病院で死去、62歳。死没日をもって勲三等瑞宝章追贈、正五位に叙される。